# Sorokodubî, Krasîliv
Sorokodubî (în ucraineană Сорокодуби) este un sat în comuna Cernelivka din raionul Krasîliv, regiunea Hmelnîțkîi, Ucraina.

## Demografie
Componența lingvistică a localității Sorokodubî
     Ucraineană (98,99%)
     Rusă (1,01%)
Conform recensământului din 2001, majoritatea populației localității Sorokodubî era vorbitoare de ucraineană (98,99%), existând în minoritate și vorbitori de rusă (1,01%).